# Eduardo Iturrizaga
Eduardo Patricio Iturrizaga Bonelli (sinh ngày 1 tháng 11 năm 1989) là một kiện tướng cờ vua người Tây Ban Nha gốc Venezuela đã đạt danh hiệu đại kiện tướng năm 2008, trở thành người đầu tiên là đại kiện tướng của Venezuela. Anh đã thi đấu tại cúp cờ vua thế giới năm 2007, 2009, 2013 và 2015.

## Sự nghiệp cờ vua
Iturrizaga đã học cách di chuyển quân cờ lúc năm tuổi. Anh chuyển đến Peru khi lên bảy tuổi, và trở về Venezuela lúc chín tuổi anh bắt đầu chơi cờ nghiêm túc. Năm 13 tuổi, anh đạt danh hiệu kiện tướng quốc tế. Iturizzaga giành chức vô địch dưới 16 tuổi ở giải Pan American vào năm 2004 và chức vô địch của giải Pan American (U20) năm 2006, cả hai lần ở Bogotá.
Iturrizaga đã giành bốn giải vô địch quốc gia liên tiếp từ năm 2005 đến 2008, và đã chơi cho Venezuela tại Olympiad Cờ vua từ năm 2004. Màn trình diễn xuất sắc nhất của anh ấy là Olympiad Cờ vua thứ 37 (2006), khi anh ghi được 8.5 / 11 điểm. Kết quả giành được một huy chương đồng cá nhân. Anh đã đủ điều kiện tham dự Cúp cờ vua thế giới năm 2007 sau khi được giành được vị trí đầu tiên tại giải Pan American. Anh đã được sắp xếp đối đầu với Peter Svidler ở vòng đầu tiên, nhưng bị hủy do bị lạc giữa các sân bay Nga. Anh thua trận thứ hai. Trong năm 2008, Iturrizaga giành được một vòng loại trực tuyến tại bảng C trong giải đấu Corus Chess 2009, đánh bại GM Alexandr Fier 3-1 trong trận chung kết.. Anh đã kết thúc ở vị trí thứ tám trong số 14 người tham gia giải đấu chính, với 5,5 / 13 điểm. Iturrizaga đứng thứ hai trong giải vô địch Iboamerican năm 2008 tại Linares, Tây Ban Nha, thua Julio Granda trong trận chung kết. Iturrizaga là người cuối cùng đến giải đấu, phải chơi một trận vào ban đêm, và gần như đã đến trễ cho một trong những trận đấu.
Sau khi giành được vị trí đầu tiên tại giải vô địch cờ vua Zonal 2.3 tại San José, Costa Rica với Lázaro Bruzón, Iturrizaga đủ điều kiện tham dự cúp cờ vua thế giới 2009. Anh bị Baadur Jobava đánh bại ở vòng hai, đã đánh bại Sergei Tiviakov với tỉ số 3.5 - 2.5 trong vòng đầu tiên.
Vào tháng 4 năm 2010, Iturrizaga đã giành được giải vô địch cờ vua Dubai mở rộng lần thứ 12 với 7 điểm trong tổng số 9 điểm, tốt nhất trong số 3 đại kiện tướng và 154 người chơi. Anh đứng thứ tư trong giải vô địch Iboamerican 2010 được tổ chức tại thành phố Mexico. Anh không tham dự trận tranh hạng 3, mặc dù đã thắng trận đầu tiên, vì đến muộn hẳn 1 tiếng sau giờ thi đấu.
Iturrizaga thi đấu tại cúp cờ vua thế giới 2013, anh bị Alexander Onischuk đánh bại ở vòng đầu tiên. Trong năm 2015, anh lại bị loại một lần nữa, lần này bởi Maxim Rodshtein. Vào tháng 1 năm 2015, Iturrizaga đứng top 5 với với Arkadij Naiditsch, Alexander Donchenko, Matthias Dann và Miloš Pavlović trong giải đấu Masters của Liên hoan cờ vua Basel. Vào năm 2017, Iturrizaga đã vô địch giải Hogeschool Zeeland mở rộng lần thứ 21 tại Vlissingen, Hà Lan trong trận chung kết với Jorden Van Foreest.
Đầu năm 2021, Iturrizaga chuyển sang chơi dưới màu cờ Tây Ban Nha.

## Phong cách chơi
Vào năm 2010, Iturrizaga chủ yếu bắt đầu trận đấu bằng cách di chuyển quân tốt ở quân hậu, hoặc mở trận kiểu Anh khi cầm quân trắng và kiểu Accelerated Dragon Sicilian Defence khi cầm quân đen. Iturrizaga ngưỡng mộ Bobby Fischer và học hỏi theo cách chơi của Levon Aronian.